# Блије
Блије (фр. Blieux) насеље је и општина у Француској у региону Прованса-Алпи-Азурна обала, у департману Горњопровансалски Алпи која припада префектури Дињ ле Бен.
По подацима из 2011. године у општини је живело 55 становника, а густина насељености је износила 0,97 становника/km². Општина се простире на површини од 56,8 km². Налази се на средњој надморској висини од 950 метара (максималној 1921 m, а минималној 831 m).

## Демографија
| 1962. | 1968. | 1975. | 1982. | 1990. | 1999. | 2011. |
| ----- | ----- | ----- | ----- | ----- | ----- | ----- |
| 45    | 59    | 54    | 59    | 57    | 59    | 55    |

График промене броја становника у току последњих година